# Juticus
Juticus is een geslacht van hooiwagens uit de familie Gonyleptidae.
De wetenschappelijke naam Juticus is voor het eerst geldig gepubliceerd door Roewer in 1943. 

## Soorten
Juticus is monotypisch en omvat slechts de volgende soort:
- Juticus furcidens